# Jean-Jacques Dabla
 (octobre 2019).
Si vous disposez d'ouvrages ou d'articles de référence ou si vous connaissez des sites web de qualité traitant du thème abordé ici, merci de compléter l'article en donnant les références utiles à sa vérifiabilité et en les liant à la section « Notes et références ».
Jean-Jacques Dabla, de son vrai nom Jean-Jacques Séwanou Dabla, né le 9 décembre 1956 à Bembéréké au Bénin, est un écrivain, poète, critique littéraire et professeur de français béninois.

## Biographie
Après avoir passé quelques années de son enfance au Bénin et au Sénégal, Jean-Jacques Dabla effectue des études secondaires en maîtrise de lettres au Togo ainsi qu'à l'Université du Bénin. Il obtiendra plus tard son doctorat de lettres à l'université Paris 12. Depuis une vingtaine d'années, l'écrivain réside à Mayenne avec sa femme. Leur famille compte trois enfants.
Jean-Jacques Dabla a été professeur au lycée général Don Bosco à Mayenne, où il enseigne le français en classes de seconde et première ainsi que la littérature en terminale. Parallèlement il a été chargé de cours de littératures francophones à l'université Rennes 2.
Il a publié des nouvelles sous le pseudonyme de Towaly telles que Leur Figure-là, Mon Conte Illustré, Les Couleurs du Monde, Catharsis, Ciels de Vertiges , ainsi que des essais tels que Nouvelles Écritures Africaines.
Dans ses livres, il évoque sa révolte et sa souffrance, ainsi que sa vision du monde[réf. nécessaire]. L'Éternité mythique, par exemple, témoigne d'un mal de vivre universel[réf. nécessaire].

## Œuvres
Littérature
- Leur figure-là, nouvelles, 1985
- Les couleurs du Monde, conte illustré, édition Siloé, 1987
- Catharsis, poésie, édition Corps Puce, 1990
- Ciels de vertige, poésie, édition Corlet, 2001
- Dernières nouvelles de la Françafrique, nouvelles (collectif) édition Vents d'ailleurs, 2003
- L'Éternité mythique, poésie, 2008
- Haïti Haïcris, poèmes, collectif, édition Corps Puce, 2010
- Pour Haïti, poésie, 2010
- Poètes pour Haïti, poésie, 2011
- The Original Explosion..., ouvrage collectif d'essais sur Werewere Liking, édition Rodopi, 2011
- Naturelles, poèmes, édition Panafrika, 2011
- Mayenne naturenville, poèmes et photos de J. Mathien, édition Lycée L. de Vinci, Mayenne, 2013
- Monsieur Mandela, poésie, collectif, édition Panafrika, 2014
- Malmonde, poésie, 2014
- Nuit, 6 ans, nouvelle dans le recueil Miniatures : Nouvelles du Togo, Éditions Magellan & Cie, 2025

Critique
- Guide de littérature africaine, 1979
- Nouvelles écritures africaines : romanciers de la seconde génération, 1986
- Jazz et Vin de Palme de E. Dongala, édition Nathan, 1986
- La littérature africaine à la croisée des chemins, (collectif), édition Clé, 2001
- Ecritures et mythes - L'Afrique en questions, (collectif sous la direction de S.K. Gbanou), édition Bass (Bayreuth african studies), 2006

Articles et poèmes dans les revues
- Notre Librairie, Cultures Sud Paris
- Plurial, Université de Rennes
- Palabres, Université de Bayreuth
- Prometeo, no 86-87, Medellin, Colombia
- L'Etrangère, no 33-34, poèmes, collectif, Bruxelles, Paris, 2013